# Jennifer Kent
Jennifer Kent   (Brisbane, 5 de març de 1969) és una directora, guionista i antiga actriu australiana. És coneguda per escriure i dirigir la pel·lícula de terror psicològic Babadook (2014). La seva segona pel·lícula, The Nightingale (2018), es va estrenar a la 75a Mostra Internacional de Cinema de Venècia i va ser nominada al Lleó d'Or.

## Primers anys
Kent va néixer a Brisbane, Queensland, Austràlia. Diu que va muntar la seva primera obra de teatre quan tenia set anys i que també va escriure contes. Al final de la seva adolescència, va triar actuar perquè "en aquella etapa no era realment conscient que les dones poguessin dirigir pel·lícules". Es va graduar el 1991 al National Institute of Dramatic Art (NIDA) en Arts Escèniques (Actuació). En una entrevista promocional per a la pel·lícula de Kent de 2015, Babadook, l'actriu principal, Essie Davis, va explicar que Kent va estar l'any per sobre d'ella a NIDA i era "[una] actriu estranyament fenomenal... la noia que òbviament era la millor noia de tota l'escola."

## Carrera

### Actuació
Kent va començar la seva carrera com a actriu, treballant principalment a la televisió. Va ser un membre principal del repartiment de Murder Call, del creador Hal McElroy, interpretant a  Dee Suzeraine  en els 31 episodis de la sèrie. També va aparèixer en diversos episodis d'altres sèries de televisió australianes com ara All Saints, Police Rescue i Above the Law. Kent també va tenir un petit paper a Babe, el porquet a la ciutat i The New Adventures of Black Beauty. També ha estat professora d'actuació durant 13 anys a institucions importants com NIDA i l'Australian Film Television and Radio School (AFTRS).

### Direcció
Després de perdre l'interès per l'actuació, Kent es va inspirar després de veure Dancer in the Dark per seguir una carrera com a cineasta. Va escriure al director Lars von Trier, demanant-li estudiar amb ell i explicant-li que li semblava repel·lent la idea de l'escola de cinema. El 2002 von Trier li va permetre ajudar-lo com a part d'un adjunt de direcció al plató de la seva pel·lícula Dogville (2003) protagonitzada per Nicole Kidman. El 2006 Kent va dirigir un episodi de Two Twisted, una sèrie australiana que segueix la tradició de La Dimensió Desconeguda.
El 2005 Kent va dirigir el seu curtmetratge Monster, que es va projectar en més de 50 festivals d'arreu del món, inclosos els de Telluride, Montreal World, Slamdance, SXSW i Aspen Shortsfest. El 2014 va adaptar el seu curt a un llargmetratge Babadook protagonitzat per Essie Davis a qui Kent havia conegut a través de l'escola de teatre. La pel·lícula explica la història d'una mare soltera interpretada per Davis que s'ha d'enfrontar a una presència sinistra a casa seva mentre s'enfronta a la mort del seu marit. Kent explica "[ella] sempre va estar força fascinada per la gent que podria suprimir experiències realment fosques, profundes i doloroses i [ella] volia explorar la idea que potser reprimir aquestes terribles experiències és més difícil que afrontar-les."Babadook es va estrenar  a la prestigiosa secció Midnigh del Festival de Cinema de Sundance de 2014. La pel·lícula va ser ràpidament recollida per distribuir-la als Estats Units per IFC Films. Kent va fer cinc esborranys del guió del llargmetratge, va rebre la major part del seu finançament del govern australià (South Australian Film Corporation), després va realitzar una campanya de Kickstarter per ajudar a recaptar 30.000 dòlars per pagar la construcció del set. Babadook va rebre un gran reconeixement de la crítica, i el director de L'exorcista William Friedkin va tuitejar que mai havia vist una pel·lícula més terrorífica i va doblar el seu pressupost amb 4,9 milions de dòlars a la taquilla mundial.El guió de Babadook va guanyar el premi Betty Roland de guió als New South Wales Premier's Literary Awards 2015. La pel·lícula va guanyar altres premis, com ara: New York Film Critics Circle Award a la millor primera pel·lícula (2014), Empire Award a la millor pel·lícula de terror (2015), AACTA Award a la millor pel·lícula (2015). ) ), premi AACTA a la millor direcció (2015), premi AACTA al millor guió original (2015) i premi AACTA Byron Kennedy (2020).
Kent s'ha pronunciat a la premsa sobre la manca de dones directores al cinema de terror."Això canviarà a mesura que canviï el món. A les dones els encanta veure pel·lícules de por. S'ha demostrat, i han fet totes les proves. La demografia són meitat homes i meitat dones. I coneixem la por. No és que no puguem explorar el tema."
Kent es va reunir amb executius de Warner Bros. a finals de 2014 per parlar de possiblement dirigir la pel·lícula Wonder Woman, una feina que finalment va ser a Patty Jenkins.

#### Babadook(2014)
El primer llargmetratge de Kent, Babadook, és una pel·lícula de terror sobrenatural, escrita i dirigida per Jennifer Kent. Mostra com el greuge pot embolicar completament la vida d'algú. La mare, interpretada per Essie Davis, lluita al llarg de la pel·lícula amb el greuge, l'ansietat i com d'increïblement dura pot ser la maternitat. El seu fill, Sam, interpretat per Noah Wiseman, té problemes de comportament que semblen provenir de la llar d'una mare soltera. Un dia, la família desprevinguda rep un llibre infantil de por sobre un ésser sobrenatural anomenat "El Babadook". Després de rebre el llibre, la família passa per moltes trobades horroroses fins que arriba a un punt d'ebullició.
A Rotten Tomatoes, la pel·lícula va rebre una puntuació aprovada del 98% amb les seves 242 crítiques.
A finals de 2014, Kent va anunciar que, a causa de la demanda popular, l'any 2015 es publicaria una edició limitada del llibre desplegable Mister Babadook que apareix a la seva pel·lícula Babadook en col·laboració amb l'il·lustrador Alex Juhasz, que havia creat el llibre d'accessoris utilitzat a la pel·lícula. Es van vendre unes 6.200 còpies del llibre.

#### The Nightingale(2018)
La seva segona pel·lícula, The Nightingale, tracta sobre l'assassinat i la venjança a Tasmània de 1825. A Rotten Tomatoes, la pel·lícula va obtenir una puntuació d'aprovació del 86%, basada en 234 ressenyes.

### Projectes de futur
Quan se li va preguntar si faria una seqüela de The Babadook, Kent va dir que "mai permetré que es faci cap seqüela, perquè no és aquest tipus de pel·lícula. No m'importa quant m'ofereixin, simplement no passarà."
Kent té almenys dos llargmetratges actualment en diversos estats de desenvolupament. Un dels seus guions, Grace, va guanyar el Prix Du Scenario per a guions no produïts al Festival Cinéma des Antipodes a Sant Tropetz, que presenta pel·lícules d'Austràlia i Nova Zelanda, però Kent va dir l'octubre de 2014: "La història de Grace va ser molt la que vaig acabar fent amb Babadook." Kent va dir que un projecte, un "drama surrealista" sobre la mort i el deixar anar ambientat a Austràlia, té una mica de finançament per al desenvolupament. Va dir a The Guardian el maig de 2014 que HBO l'estava festejant per a una sèrie de televisió.
El juny de 2015, es va informar que el llibre de no ficció Alice + Freda Forever s'està adaptant a una pel·lícula que Kent escriuria i dirigiria. El llibre explica la història de la vida real d'Alice Mitchell i la seva amant Freda Ward, a qui va matar el 1892. La productora de la pel·lícula Sarah Schechter va declarar que està "emocionada que Kent comparteixi la mateixa passió per explicar aquesta història poderosa, intensa i, malauradament, encara actual".

## Filmografia

### Cinema
| Any  | Títol           | Director | Guionista | Productor | Notes                     |
| ---- | --------------- | -------- | --------- | --------- | ------------------------- |
| 2005 | Monster         | Sí       | Sí        | No        | Curtmetratge              |
| 2014 | Babadook        | Sí       | Sí        | No        | Basada en el curt Monster |
| 2018 | The Nightingale | Sí       | Sí        | Sí        |                           |

Papers d¡actroi
| Any  | Títol                        | Paper           | Notes |
| ---- | ---------------------------- | --------------- | ----- |
| 1997 | The Well                     | Marg Trinder    |       |
| 1998 | Chlorine Dreams              | Lisa (mama)     | Short |
| 1998 | Babe, el porquet a la ciutat | Lab Lady        |       |
| 2002 | Six Days Straight            | Meg             | Short |
| 2003 | Preservation                 | Grieving Mother |       |

Altrse crèdits
| Any  | Títol       | Paper                |
| ---- | ----------- | -------------------- |
| 2003 | Dogville    | Ajudant de producció |
| 2006 | Hunt Angels | Script editor        |

### Televisió
| Any  | Tiítol                                      | Director | Guionista | Episodi         |
| ---- | ------------------------------------------- | -------- | --------- | --------------- |
| 2006 | Two Twisted                                 | Sí       | No        | "Love Crimes"   |
| 2022 | Guillermo del Toro's Cabinet of Curiosities | Sí       | Sí        | "The Murmuring" |

Papers d’actriu
| Any       | Títol                              | Paper                   | Notes       |
| --------- | ---------------------------------- | ----------------------- | ----------- |
| 1992      | A Country Practice                 | Penelope Rose           | 1 episodi   |
| 1992–1993 | The New Adventures of Black Beauty | Caroline Carmichael     | 11 episodis |
| 1993      | G.P.                               | Rachel Hardy            | 1 episodi   |
| 1996      | Police Rescue                      | Michelle                | 2 episodis  |
| 1997–2000 | Murder Call                        | Constable Dee Suzeraine | 31 episodi  |
| 1999      | O'Loghlin on Saturday Night        | Fake producer           | 1 episodi   |
| 2000      | Above the Law                      | Geri Harrison           | 1 episodi   |
| 2001–2003 | All Saints                         | Joanna Hayes            | 3 episodis  |
| 2002      | BackBerner                         | Various                 | 1 episodi   |

## Premis i distincions
Festival Internacional de Cinema de Venècia
| Any  | Categoria                | Treball nominat | Resultat  |
| ---- | ------------------------ | --------------- | --------- |
| 2018 | Premi Especial del Jurat | The Nightingale | Guanyador |

Premis AACTA
| Any  | Categoria            | Treball nominat | Resultat  |
| ---- | -------------------- | --------------- | --------- |
| 2015 | Millor pel·lícula    | Babadook        | Guanyador |
| 2015 | Millor director      | Babadook        | Guanyador |
| 2015 | Millor guió original | Babadook        | Guanyador |
| 2019 | Millor pel·lícula    | The Nightingale | Guanyador |
| 2019 | Millor director      | The Nightingale | Guanyador |
| 2019 | Millor guió original | The Nightingale | Guanyador |

Festival de Sitges
| Any  | Categoria                | Treball nominat | Resultat  |
| ---- | ------------------------ | --------------- | --------- |
| 2014 | Premi Especial del Jurat | Babadook        | Guanyador |